# Sebastián Piñera
Miguel Juan Sebastián Piñera Echenique (Santiago de Xile, 1 de desembre de 1949 - Lago Ranco, Xile 6 de febrer de 2024) fou un empresari, inversor i polític xilè. Fou president de Xile en dues etapes diferents, entre el 2010 i el 2014, i entre el 2018 i el 2022. Va ser també senador de Xile. De professió enginyer comercial amb un doctorat en economia, la seva vida ha estat lligada principalment al negoci borsari i a la política.

## Biografia
Va néixer l'1 de desembre de 1949 a Santiago, d'una família de classe mitjana acomodada. Els seus pares eren José Piñera Carvallo i Magdalena Echenique Rozas. Es va escolaritzar al Col·legi del Verb Diví de Santiago i va estudiar Economia a la Pontifícia Universitat Catòlica de Xile. Hi va rebre el premi Raúl Iver al millor alumne de la seva promoció. És màster i doctor en Economia a la Universitat Harvard dels Estats Units. Es va casar amb Cecilia Morel Montes el 1973, amb qui va tenir quatre fills.
De pare funcionari públic, la família de Piñera era de filiació democristiana. Simpatitzant d'aquest partit, va votar pel «no» en el plebiscit de 1988 que decidia sobre la continuïtat del president Pinochet al poder. Però, el 1989 Piñera va ser elegit senador per Santiago Orient, pel partit de centredreta Renovació Nacional, afí al Govern Militar. Piñera romandrà en el càrrec vuit anys (1990-1998) i va ser elegit pels seus parells com el millor senador. Mentrestant, Piñera continuava la seva activitat empresarial, i va prendre el control de la principal aerolínia del país, LAN Chile.
El 1989, 1992 i 1999 va intentar en va ser candidat presidencial. El 2005 va postular pel seu partit Renovació Nacional, competint amb el seu soci de coalició, Joaquín Lavín, de la dretana Unió Demòcrata Independent, i amb la socialista Michelle Bachelet. Va rebre un 25,41% de vots en primera volta (Lavín, 23,23%; Bachelet, 45,96%) i un 46,50% en segona volta, i per això va ser elegit Bachelet, que pertany a la Concertació de Partits per la Democràcia, coalició de centreesquerra i en el govern.
El 2009 va tornar a postular a la presidència, sota les banderes de la Coalició pel Canvi, de centredreta. Va obtenir un 44,06% dels vots en primera volta i un 51,61% en segona. Va derrotar el democristià i membre de la Concertació, l'expresident Eduardo Frei. Piñera va esdevenir el primer president de dreta des de la fi del govern militar del president Augusto Pinochet Ugarte.
El seu govern es va destacar per la reconstrucció dels danys del terratrèmol de 2010, el rescat de 33 miners al nord del país, l'espectacular creixement econòmic i la millora de les relacions amb el Perú, la nació veïna del nord.
El 6 de febrer de 2024 va morir a un accident d'helicòpter a prop de la comuna de Lago Ranco, a la Regió de los Ríos.